# Passeport ougandais
Le passeport ougandais est un document de voyage international délivré aux ressortissants ougandais, et qui peut aussi servir de preuve de la citoyenneté ougandaise. 